# アメリカンラグシー
アメリカンラグシー（AMERICAN RAG CIE）は、ヴィンテージグッズや衣料品、雑貨を扱うライフスタイルショップ。アメリカ合衆国カリフォルニア州で創業された。

## 概要
創業者のマーク・ワーツが、ヨーロッパ各地からヴィンテージグッズを船積みコンテナで持ち帰り、1985年にロサンゼルスに1号店を開業した。

### 店舗展開
アメリカ合衆国では計2店舗を展開する。
- ロサンゼルス店
- ニューポートビーチ店

日本
日本では、1998年にサザビーリーグが同ブランドを持つインダストリーズ・ワーツと合弁契約を結び、アメリカン ラグ シー ジャパンを設立。ピークの2011年には15店まで拡大した。だが、売上が低迷し、2018年9月末で全店を閉鎖。日本での事業を終了した。
その後、2019年に伊藤忠商事がインダストリーズ・ワーツとマスターライセンス契約を結び、日本で「ラグシー」を展開している。当初はインポーターのコロネットがサブライセンシーとなっていたが、2020年にOEM・ODM生産のレオン・インターナショナルの小売り子会社、カリテスにサブライセンシーが切り替わった。国内実店舗は、新宿フラッグスと三井アウトレットパーク大阪門真の2店。